# Cuscuta choisiana
Cuscuta choisiana är en vindeväxtart som beskrevs av Truman George Yuncker. Cuscuta choisiana ingår i släktet snärjor, och familjen vindeväxter. Inga underarter finns listade i Catalogue of Life.